# Университетски клиничен център на Ниш
Университетският клиничен център на Ниш (на сръбски: Универзитетски клинички центар Ниш / Univerzitetski klinički centar Niš, с абревиатура: УКЦН / UKCN) е академичен медицински център, разположен в Ниш, Сърбия. Той служи като основен медицински център както за Ниш, така и за региона на Южна и Източна Сърбия.

## История
Създаден е на 14 ноември 1990 г. като Клиничен център на Ниш. Той се превръща във втората по големина болница в Сърбия след Клиничния център на Сърбия (със седалище в Белград) и обслужва повече от 2 млн. души, предимно от региона на Южна и Източна Сърбия.
През декември 2017 г. е официално открита новата основна сграда на Клиничния център, която се простира на 45 000 квадратни метра с околните клиники и сграда. Прогнозната стойност на вложените средства, включително закупуването на ново медицинско оборудване, възлиза на 50 милиона евро.
През януари 2018 г. Центърът за спешна помощ се премества в нова сграда на Клиничния център. През април 2019 г. е открита хеликоптерна площадка.
През януари 2021 г. правителството на Сърбия взима решение да преименува Клиничният център на Ниш на Университетски клиничен център на Ниш, който да служи като академичен медицински център.

## Организация
Клиничният център на Ниш е структуриран в 28 организационни единици, от които 22 са клиники, 3 институционални центъра и други обслужващи звена. В комплекса се помещава и Факултетът по медицина на Нишкият университет. Към 2017 г. Клиничният център разполага с капацитет от 1525 легла и над 3000 служители, от които 745 лекари и повече от 1500 други медицински работници.
Годишно се лекуват повече от половин милион пациенти, 55 000 са хоспитализирани и са извършени над 75 000 операции.